# 俄羅斯梭吻鱸
俄羅斯梭吻鱸為輻鰭魚綱鱸形目鱸亞目河鱸科的其中一種，分布於歐洲黑海北部、多瑙河、裏海、庫班河、伏爾加河等流域，體長可達40公分，棲息在水質較為混濁的湖泊、溪流、河口鹹水域，在黃昏或清晨活動，屬肉食性，以魚類、青蛙、甲殼類、蝸牛、昆蟲等為食，可做為食用魚、遊釣魚。